# Палойоки
Палойоки (устар. Пало-йоки) — река в России, протекает в Республике Карелия. Длина реки составляет 10 км.
Берёт начало из болота. Протекает по территории национального парка «Паанаярви».
Река в общей сложности имеет десять малых притоков суммарной длиной 12 км.
Устье реки находится в 7,1 км по правому берегу реки Оланга. Высота устья — 109,5 м над уровнем моря.

## Данные водного реестра
По данным государственного водного реестра России относится к Баренцево-Беломорскому бассейновому округу, водохозяйственный участок реки — Ковда от истока до Кумского гидроузла, включая озёра Пяозеро, Топозеро. Речной бассейн реки — бассейны рек Кольского полуострова и Карелии, впадает в Белое море.
Код объекта в государственном водном реестре — 02020000412102000000666.